# Jean-Baptiste Delaporte
Pour les articles homonymes, voir Delaporte.
Jean-Baptiste François Delaporte est un homme politique français né en 1750 à Rennes (Ille-et-Vilaine) et mort le 18 mai 1824 au même lieu.

## Biographie
Homme de loi à Lamballe au moment de la Révolution, il est élu député des Côtes-du-Nord au Conseil des Cinq-Cents le 25 vendémiaire an IV. Rallié au coup d'État du 18 Brumaire, il est nommé juge au tribunal d'appel de Rennes.
Il est l'un des fondateurs de la société des sciences et des arts de Rennes, et a publié deux volumes de recherches historiques sur la Bretagne.

## Sources
- « Jean-Baptiste Delaporte », dans Adolphe Robert et Gaston Cougny, Dictionnaire des parlementaires français, Edgar Bourloton, 1889-1891 [détail de l’édition]